# Leon Machowski

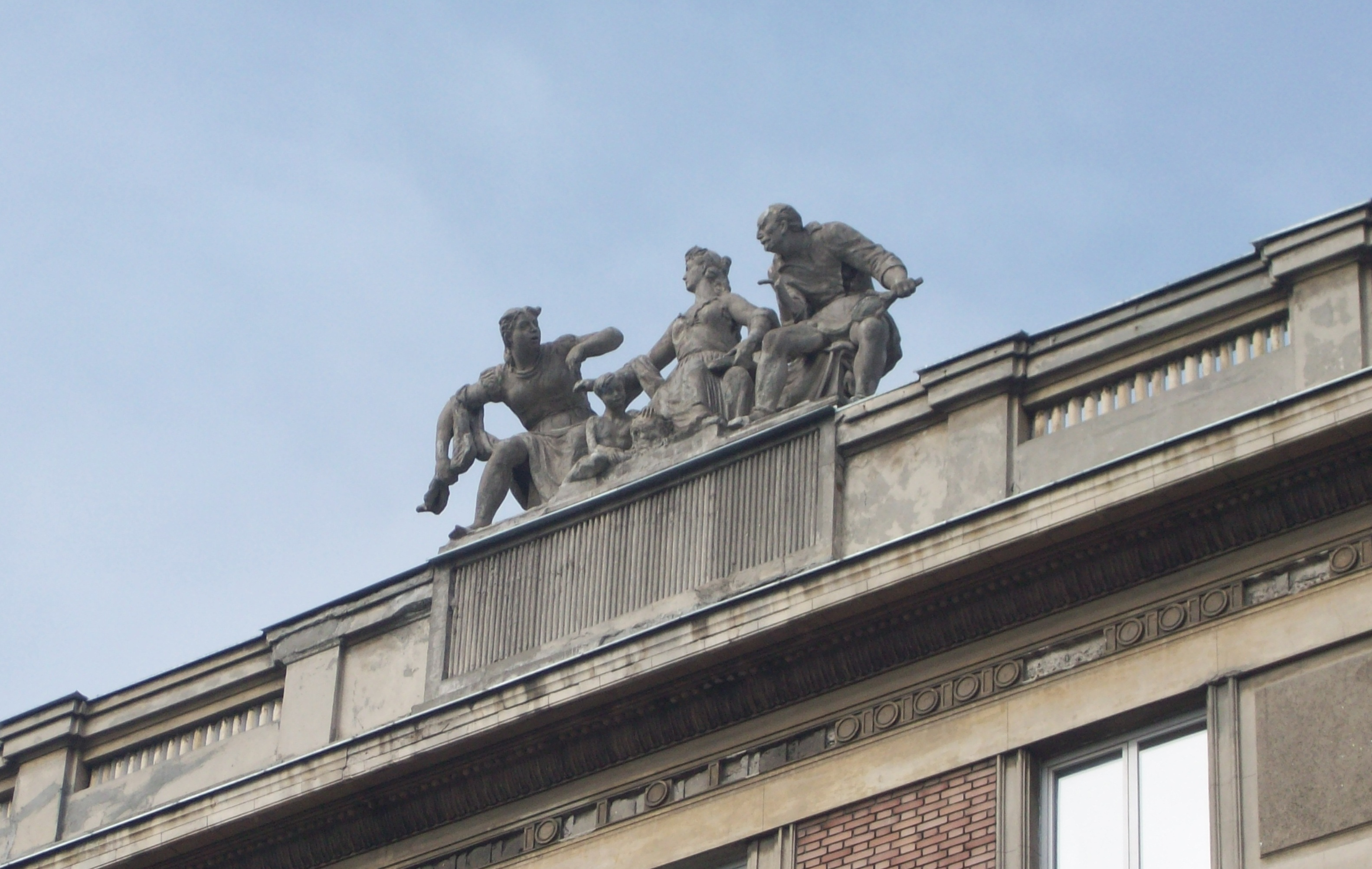
Grupa Teatr na budynku przy ul. Koszykowej 34/50 wykonana przez Leona Machowskiego w 1952 roku

Leon Machowski (ur. 1916 w Rzeszowie, zm. 1988 w Warszawie) – artysta rzeźbiarz, brat Ignacego Machowskiego (aktora).

## Życiorys i twórczość
Przed wojną odbył służbę wojskową w Pułku Strzelców Podhalańskich, gdzie jako plastyk wykonywał specjalne prace, np. trójwymiarowe mapy wojskowe.
W 1939 roku ukończył naukę w Akademii Sztuk Pięknych im. Jana Matejki w Krakowie i otrzymał stypendium, by kontynuować studia we Włoszech. Plany te jednak zniweczył wybuch wojny. Od 1945 r. brał czynny udział w wystawach ogólnopolskich i zagranicznych (np. w 1957 w międzynarodowej wystawie rzeźby w Carrarze).
Po wojnie brał udział m.in. w rekonstrukcji pomnika Chopina w Warszawie.
W latach 1951–1952 otrzymał szereg nagród i realizacji w konkursach na pomniki (np: pomnik na MDM - grupa Teatr na budynku przy ul. Koszykowej 34/50, partyzanta, łuk Wyzwolenia w Lublinie). Pracował również przy wielu rekonstrukcjach rzeźb w Katedrze Warszawskiej, na Uniwersytecie Warszawskim.
W latach 1945–1952 był nauczycielem akademickim w Łodzi, Zakopanem, Warszawie.
W latach 1955–1958 pełnił funkcję sekretarza sekcji rzeźby w okręgu ZPAP w Warszawie.
Jego ostatnią pracą była 22-metrowa płaskorzeźba-epitafium nad grobem kardynała Stefana Wyszyńskiego w katedrze św. Jana Chrzciciela w Warszawie. Gdy kończył ową pracę, już w katedrze, nawet nie w swej pracowni na Stawkach, doznał ataku serca, po którym zmarł. Pochowany na Starych Powązkach (kwatera 28 wprost-2-33).
Zajmował się również malarstwem. Do jego najlepszych prac należą obrazy: W pracowni, Kobieta o białych włosach oraz Autoportret (w kolekcjach prywatnych).
W listopadzie 2013 decyzją władz dzielnicy Śródmieście warszawska pracownia artysty została zburzona. Zniszczeniu uległy także otaczające ją rzeźby i zdobiące pawilon mozaiki.